# ميور غراي
السيد جون ارمر ستورنق ميور غراي (بالإنجليزية: Muir Gray)‏ هو طبيب بريطاني شغل أعلى المناصب في الفحص والصحة العامة وإدارة المعلومات والقيم في الرعاية الصحية.

## عنه
السيد ميور جراي شغل منصب مديرالتطوير والبحث في هيئة الصحة الإقليمية في انجلينا وأكسفورد دعم مركز المملكة المتحدة لمنظمة كوكران لتعزيز الطب المعتمد على الأدلة. وقد شغل منصب مدير لجنة المملكة المتحدة الدولية للفحص الطبي وكان خلالها من الرائدين في برامج فحص سرطان الثدي وسرطان عنق الرحم في بريطانيا، والمكتبة الوطنية للصحة، ومدير عملية المعرفة السريرية والسلامة في البرنامج الوطني لتكنولوجيا المعلومات في أن أتش اس كما انه حصل على وسام الفارس في عام 2005 لتطويره برنامج فحص الجنين والأم والطفل وإنشاء المكتبة الوطنية للصحة. أيضا كان مدير الخدمة الوطنية للمعرفة وكبير موظفي المعرفة في الخدمة الصحية الوطنية، ومدير خدمة تقييم ومراجعة الرعاية الصحية ومدير الصحة العامة في حملة الرعاية الصحية الخضراء.
في عام 2006 قام بتطوير إطار العمل للقيم القيمة الثلاثية وكان في ذلك الوقت المدير المؤسس لبرنامج أن أتش أس رايت كير محاولا بذلك تغيير ثقافة ان اتش اس لتصبح منظمة ذات قيمة أعلى. كما انه نشر العديد من الأطالس المؤثرة في التغيير ثم غادر ليبحث عن قيم أفضل للرعاية الصحية. ثم مركز أكسفورد للرعاية الصحية الثلاثية وهي مهمة اجتماعية يقودها هذا المشروع. وهو أيضًا أحد الكتاب الأصليين للإطار المثالي في الابتكار الجراحي.

## مؤلفاته
كتب مختارة
غراي، موير (2015).  أبله 70! مطبعة بلومزبري.  ISBN.1472918975
رافيل  ((Raffle, انجليا  Angela))؛  موير جراي (2007).  الفحص: الأدلة والممارسة.  OUP أكسفورد.  ISBN 978-0-19-921449-5 .
جراي  موير (2007)  كيفية الحصول على أفضل قيمة الرعاية الصحية. الصحافة. ISBN 978-1-904202-01-1.
جراي، موير (2001) حيلة المريض.   ISBN 978-1-904202-00-4.
بنشون، ديفيد؛  تشارلز ضيف  ديفيد ميلزر  J. A. ميور جراي 2001).  دليل أكسفورد لممارسة الصحة العامة.  كتيبات أكسفورد.  مطبعة جامعة أكسفورد.  ISBN 978-0-19-263221-0.
جراي  موير (1996) الرعاية الصحية القائمة على الأدلة.  تشرشل ليفينغستون.  ISBN 978-0-443-05721-2.
جراي  موير (1989) PM الوقائي الطب الوقائي للصحة الشاملة تحديد الأعراض الخاصة بك ومقتومة المرض.
كتب السهم.
كثير، العاصمة))  ميور جراي1987 ()  قوانين البناء والصحة.  IHS BRE.  ISBN 978-0-85125-236-0.
المراجع:
) ان اتش اس NHSخيارات (-   استرجاع في 7 نوفمبر 2009
"What is Behind the Headlines?"
معهد أوتاوا للبحوث الصحية – استرجاع في 7 نوفمبر 2009
"J A Muir Gray"
غراي موير (25 مايو 2009) 
  الأوقات. استرجاع في 7 نوفمبر 2009  "Climate change is the cholera of our era"
www.england.nhs.uk استرجاع  في 14 يناير 2019
"Oxford Centre for Triple Value Healthcare"  استرجاع في 14 يناير 2019
McCulloch P، Altman DG et al. «لا الابتكار الجراحي دون تقييم: توصيات IDEAL.» انسيت. 2009 26 سبتمبر
؛ 374 (9695): 1105-12. Doi: 10.1016 / S0140-6736 (09) 61116-8.
هذه السيرة الذاتية من المملكة المتحدة في المجال الطبي وهي بسيطة جدا ويمكنك مساعدة ويكيبيديا في جعلها اشمل